# I Farad
I Farad (Los Farad) è una serie televisiva spagnola distribuita in anteprima sul servizio di streaming Prime Video il 12 dicembre 2023. È creata da Alejandro Hernández e Mariano Barroso, prodotta da MOD Producciones e Espotlight Media in collaborazione con Amazon MGM Studios ed ha come protagonisti Miguel Herrán e Susana Abaitua.
In Italia la serie è stata distribuita sul servizio di streaming Prime Video il 12 dicembre 2023.

## Trama
Marbella, anni 80. Oskar è un ragazzo che sogna di aprire una palestra e che, con l'aiuto di Sara Farad, finisce per entrare nell'affascinante mondo della Costa del Sol, con il suo jet set, le sue eccentricità e la sua geopolitica. Oskar ottiene tutto questo grazie ai Farad, una famiglia che gli offre un futuro, ma con il più inaspettato dei mestieri: il traffico di armi.

## Episodi
| Stagione       | Episodi | Pubblicazione Spagna | Pubblicazione Italia |
| -------------- | ------- | -------------------- | -------------------- |
| Prima stagione | 8       | 2023                 | 2023                 |

## Personaggi e interpreti

### Personaggi principali
- Oskar, interpretato da Miguel Herrán, doppiato da Mirko Cannella.
- Sara Farad, interpretata da Susana Abaitua, doppiata da Veronica Puccio.
- Leo Farad, interpretato da Pedro Casablanc, doppiato da Dario Oppido.
- Carmen Farad, interpretata da Nora Navas, doppiata da Antonella Baldini.
- Manuel (episodi 1-2, 4-8), interpretato da Fernando Tejero, doppiato da Emiliano Reccente.
- Tanya Farad, interpretata da Amparo Piñero, doppiata da Elena Perino.
- Hugo Farad, interpretato da Adam Jezierski, doppiato da Emanuele Ruzza.

### Personaggi secondari
- Henry (episodi 2, 4, 6), interpretato da Héctor Noas, doppiato da Stefano De Sando.
- Colonnello Patricio (episodi 2, 7), interpretato da Vladimir Cruz.
- Jerome (episodi 3-8), interpretato da Selim Clayssen.
- Gina (episodi 3-4, 6, 8), interpretato da Vicky Araico.
- Khalid (episodi 1, 4-5), interpretato da Hamid Krim.
- Negoziatore francese, interpretato da Fabien Caleyre.
- Abdel Mawad (episodi 2-8), interpretato da Igal Naor.
- Monzer Al Aasad (episodi 3, 5, 8), interpretato da Makram J. Khoury.
- Habib Kaezem (episodi 5-7), interpretato da Omar Ayuso.

## Produzione
La serie è creata ed elaborata da Alejandro Hernández e Mariano Barroso (il quale ha diretto la serie con Polo Menárguez) e prodotta da MOD Producciones e Espotlight Media in collaborazione con Amazon MGM Studios.

### Sviluppo
Il 12 gennaio 2022, durante una presentazione delle sue prossime produzioni spagnole, Prime Video ha annunciato, tra le altre novità, lo sviluppo della serie I Farad (Los Farad), basata su eventi reali e creata dal regista Mariano Barroso e dallo sceneggiatore Alejandro Hernández. Nel luglio del 2022 Miguel Herrán e Susana Abaitua sono stati annunciati come protagonisti della serie.

### Riprese
Le riprese della serie si sono svolte nel corso del 2022 e si sono concluse nel gennaio 2023 in diverse località della provincia di Almería, come La Isleta del Moro, Tabernas, Viator e nella provincia di Granada, come Almuñécar, Motril, La Herradura (utilizzata per le scene di Puerto Banús) e Malaga (il cui municipio è stato utilizzato per le scene di un hotel sulla Costa Azul).

## Promozione
Il 6 ottobre 2022 Prime Video ha pubblicato il trailer della serie, composta da 8 episodi, programmando la sua anteprima mondiale per il 12 dicembre 2023.